# Tiras dominicales

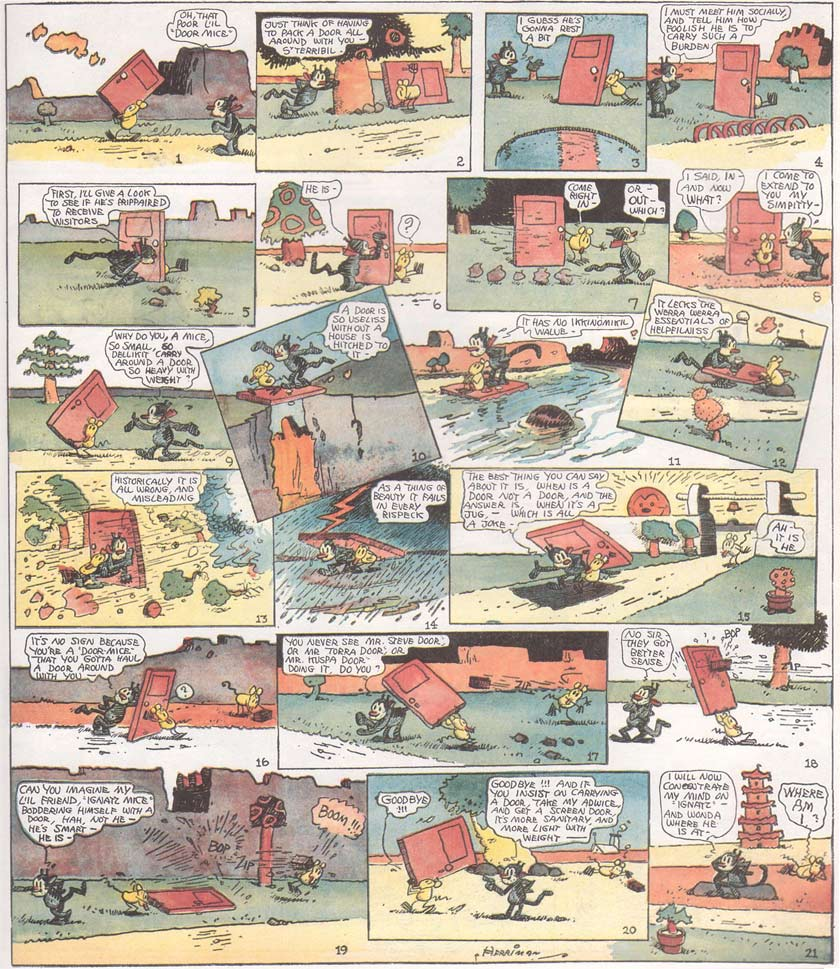
Dominical de Krazy Kat de 1922.

Las tiras dominicales (en inglés: Sunday page, Sunday strip o Sunday funnies) se refieren a una sección de tiras cómicas que se incluye en la mayoría de periódicos occidentales, casi siempre en color. Es un formato de publicación de tiras cómicas que apareció en los suplementos dominicales ilustrados de la prensa estadounidense a finales de la década de 1890. 
Las primeras tiras cómicas de periódicos aparecieron en los EE. UU. a fines del siglo XIX, estrechamente relacionadas con la invención de la prensa en color. The little bears de Jimmy Swinnerton introdujo el arte secuencial y personajes recurrentes en el San Francisco Examiner de propiedad de William Randolph Hearst. En los Estados Unidos, la popularidad de las tiras cómicas en color surgió de la guerra entre periódicos entre Hearst y Joseph Pulitzer. Algunos periódicos, como Grit, publicaban tiras dominicales en blanco y negro, y otros (principalmente en Canadá) imprimían tales tiras los sábados.
Los temas y géneros han variado desde tiras de aventuras, detectivescas y humorísticas hasta tiras dramáticas con situaciones telenovelescas, tales como Mary Worth. Una tira de continuidad emplea una narrativa en una historia en curso. Otras tiras ofrecen gags completos en un solo episodio, por ejemplo Little Iodine o Mutt and Jeff. Las tiras dominicales se contrastan con las tiras cómicas diarias, que son publicadas de lunes a sábado y usualmente en blanco y negro. Muchas tiras cómicas aparecen tanto a diario como los domingos, en algunos casos, como el de Little Orphan Annie, contando la misma historia en las tiras diarias y dominicales, mientras que en otros casos, como The Phantom o Calvin y Hobbes, contando una historia en el diario y otra historia diferente en la tira dominical. Algunas tiras, como Príncipe Valiente, aparecen solamente los domingos. Otras, como Rip Kirby, son solo tiras diarias y nunca han aparecido los domingos. En algunos casos, tales como Buz Sawyer, la tira dominical es una serie derivada, centrándose en personajes diferentes a los de la tira diaria.

## Tiras populares
Famosas tiras dominicales de página completa incluyen Alley Oop, Blondie, Bringing Up Father, Buck Rogers, Flash Gordon y Popeye. Estos clásicos han encontrado un nuevo hogar en libros de colección en los últimos años. Por otra parte, numerosas tiras dominicales tales como Specs de Bob Gustafson o The Captain's Gig de Virgil Partch están casi completamente en el olvido en la actualidad, aparte de una breve exhibición en el sitio web Stripper's Guide que es liderado por el historiador de cómics Allan Holtz.
Muchos de los principales caricaturistas también dibujaban una tira secundaria (en inglés, topper) que acompañaba por encima o por debajo a su tira principal, práctica que comenzó a desaparecer a finales de la década de 1930. Holtz comenta: «Escucharán ustedes a los historiadores decir que la tira topper fue víctima de la escasez de papel de la Segunda Guerra Mundial. No les crean ni una palabra: son los anuncios publicitarios los que acabaron con las tiras de página completa y los que acabaron con los topper. La Segunda Guerra Mundial solo exacerbó una situación que ya era mala».

## Papel de la prensa en color
Una vez que el editor del Chicago Inter-Ocean vio la primera prensa en color en París en las oficinas de Le Petit Journal, decidió poner a operar su propia prensa en color a finales de 1892. En el New York Recorder, George Turner hizo que lq R. Hoe & Co. le diseñara una prensa en color, y el periódico publicó la primera página en color de un periódico estadounidense el 2 de abril de 1893. Al mes siguiente, el New York World de propiedad de Pulitzer imprimió «The Possibilities of the Broadway Cable Car» del caricaturista Walt McDougall como una página a color el 21 de mayo de 1893. En 1894, Pulitzer introdujo el suplemento dominical a color.
Usualmente se considera que El chico amarillo fue una de las primeras tiras cómicas de periódicos estadounidenses. Sin embargo, la forma de arte combinando palabras e imágenes evolucionó gradualmente y hay muchos ejemplos de proto-tiras cómicas. En 1995, el presidente del King Features Syndicate, Joseph F. D'Angelo, escribió:
Fue en el New York World de Joseph Pulitzer donde el legendario El chico amarillo del caricaturista Richard Outcault hizo su debut en un periódico en 1895, pero fue el New York Journal de Hearst el que astutamente arrebató al Chico de las páginas rivales y lo utilizó como arma clave en las históricas guerras de circulación entre periódicos. El chico lideró la carga en el innovador suplemento cómico American Humorist de Hearst, con su famoso lema: «¡Ocho páginas de refulgencia polícroma iridiscente que hace que el arcoíris parezca un tubo de plomo!» Pulitzer contraatacó contratando a otro artista para dibujar el personaje de Outcault para el World. La feroz batalla de los editores por el pilluelo calvo del camisón amarillo llevó a los transeúntes a referirse al sensacional combate periodístico al estilo de los titulares a gritos como «periodismo amarillo». La popularidad de esa expresión contaminó a los primeros cómics como un entretenimiento menos que elegante, pero también dejó en claro que las «tiras cómicas» se habían convertido en un asunto serio, aparentemente de la noche a la mañana.
En 1905, empezó la publicación de Little Nemo in Slumberland de Winsor McCay en el New York Herald. Stephen Becker, en Comic Art in America, comentó que Little Nemo in Slumberland fue «probablemente la primera tira cómica en explotar el color con propósitos puramente estéticos; fue la primera en la que el diálogo, ocasionalmente polisilábico, coqueteaba con la ironía adulta».
Para 1906, los suplementos semanales de historietas dominicales eran comunes, y media docena de agencias de notiticias competitivas distribuían tiras cómicas en los periódicos de todas las grandes ciudades estadounidenses. En 1923, el The Commercial Appeal en Memphis, Tennessee, se convirtió en uno de los primeros en la nación en adquirir su propia estación de radio, y fue el primer periódico sureño en los Estados Unidos en publicar una sección de historietas dominicales.
Durante la mayor parte del siglo XX, las tiras cómicas dominicales fueron una tradición familiar, disfrutada cada fin de semana por adultos y niños por igual. Fueron leídas por millones de personas y dieron origen a famosos personajes ficticios en tiras tales como Flash Gordon, Little Orphan Annie, Príncipe Valiente, Dick Tracy o Terry y los Piratas. En cabeza de las listas de tiras cómicas clásicas están Bringing Up Father, Gasoline Alley, Li'l Abner, Pogo, Peanuts y Smokey Stover. Algunos periódicos añadieron sus propias series locales, como Our Own Oddities en el St. Louis Post-Dispatch. Había tiras educativas, tales como Heroes of American History de la King Features. Además de las tiras cómicas, las secciones dominicales de historietas también incluían anuncios comerciales en formato de historietas, tiras de un solo panel, pasatiempos, muñecas de papel y actividades de cortar y pegar. La tira The World Museum daba instrucciones a los lectores para recortar las imágenes y ensamblarlas en un diorama, a menudo con un tema natural, como el Gran Cañón o la caza de búfalos. Una página sobre vagones cubiertos llevaba el titular: «Vagones cubiertos mostrados en un modelo fácil de hacer: tijeras, pegamento y papel de regalo son lo único que necesita para hacer este escenario Wéstern».
Algunas estaciones de radio estadounidenses incluían programas matutinos de los domingos en los que la sección de historietas dominicales era leída en voz alta, lo que permitía a los lectores seguir la acción en los paneles mientras escuchaban el diálogo. De manera más notoria, el 8 de julio de 1945, durante una huelga de repartidores de periódicos en Nueva York, el alcalde de la ciudad, Fiorello H. La Guardia, leyó tiras cómicas por radio.

## Puesta en papel de una tira dominical
Las primeras tiras dominicales ocupaban una página entera. Tiras posteriores, tales como The Phantom o Terry y los Piratas, solían tener solo la mitad de ese tamaño, apareciendo dos tiras por página en periódicos de tamaño completo, tales como el New Orleans Times Picayune, o una sola tira en una página de tabloide, como en el Chicago Sun-Times. Cuando las tiras dominicales empezaron a aparecer en más de un formato, se hizo necesario que los caricaturistas siguieran una puesta en papel estandarizada para las tiras, lo que les brinda a los periódicos la mayor flexibilidad a la hora de determinar cómo imprimir una tira. Una distinción notable entre los suplementos de tiras dominicales fue el suplemento producido en un formato similar a una revista de cómic, con el personaje The Spirit. Estos suplementos dominicales autónomos de dieciséis páginas (y luego de ocho páginas) del personaje de Will Eisner (distribuidos por el Register and Tribune Syndicate) fueron incluidos en periódicos entre 1940 y 1952. Durante la Segunda Guerra Mundial, a raíz de la escasez de papel, el tamaño de las tiras dominicales empezó a reducirse. Tras la guerra, las tiras siguieron haciéndose más y más pequeñas, para ahorrar los gastos de imprimir tantas páginas en color. La última tira cómica de página completa fue la tira de Príncipe Valiente del 11 de abril de 1971. Las dimensiones de las tiras dominicales siguieron disminuyendo en años recientes, y lo propio ocurrió con el número de páginas. Secciones de historietas dominicales que tenían 10 o 12 páginas en 1950 fueron reducidas a seis o a cuatro páginas para 2005. Uno de los últimas secciones de tiras dominicales de gran tamaño en los Estados Unidos aparece en el Reading Eagle de Pensilvania, que tiene ocho páginas de tamaño berlinés y contiene 36 tiras. Su titular es «La mayor sección de tiras cómicas del país». Otra sección de historietas de gran tamaño es la del The Washington Post que incluye 41 tiras en ocho páginas de tamaño grande aunque también incluye un sudoku y un juego de palabras. Las secciones de tiras cómicas de los periódicos canadienses son únicas no solo porque se imprimen los sábados, sino también porque suelen hacer parte de la sección de entretenimiento o estilo de vida. Una excepción notable es la del Winnipeg Free Press, que publica una sección en tabloide de ocho páginas exclusivamente de tiras.

### Tiras tempranas
Las primeras tiras dominicales ocupaban por lo general una página entera, pero con el paso de las décadas se redujeron de tamaño, haciéndose cada vez más pequeñas. En la actualidad, ninguna tira dominical aparece sola en una página, y algunos periódicos incluyen hasta ocho tiras dominicales en una sola página. La última tira dominical a página completa fue Príncipe Valiente, que se publicó a página entera en algunos periódicos hasta 1971. Poco después de que se descontinuara la tira del Príncipe Valiente a página completa, Hal Foster se retiró del dibujo de la tira, si bien siguió escribiéndola durante varios años más. El editoiral Manuscript Press publicó una copia de la última tira de Foster del Príncipe Valiente en formato de página completa; esta constituyó la última tira cómica de página entera, si bien no apareció en ese formato en los periódicos.

### Reavivamientos
Durante la década de 1950, hubo algunos intentos efímeros de revivir las tiras dominicales de página entera. Ejemplos como Lance de Warren Tufts o Johnny Reb y Billy Yank de Frank Giacoia demostraron ser un éxito artístico, si bien no comercial.

### Otros formatos
Otros formatos en los que aparecen las tiras dominicales incluyen los de media página, tercio de página, cuarto de página, página de tabloide (o tab) y medio tab (abreviatura de media página de tabloide). En la actualidad, con el tamaño cada vez más reducido de las tiras dominicales, abundan muchos otros formatos más pequeños.
Usualmente, solo el formato más grande va completo, mientras que los demás formatos eliminan o recortan uno o más paneles. Tales paneles «desechables» a menudo contienen material que no es vital para la parte principal de la tira. La mayoría de caricaturistas llenan los primeros dos paneles de sus tiras con un «gag desechable», sabiendo que es posible que el público no llegue a verlos, y que convertirlos en parte integral de la trama probablemente sería un desperdicio. Excepciones a esta regla incluyen a Steve Canyon y, hasta sus últimos años, On Stage, que aparecen completos solo en el formato de tercio. Una alternativa es tener una tira separada, un «topper», de manera que al incluirlo se obtiene una media página en tres niveles, y al excluirlo se obtiene un tercio en dos niveles.
Hay al menos dos estilos diferentes en las tiras dominicales de media página. Las agencias King Features, Creators y Chicago Tribune usan nueve paneles (de los que solo uno se usa para el título), mientras que las tiras dominicales de media página de la United Features y la Universal Press (la mayoría de las cuales usan un formato de tercio de página en su lugar) usan dos viñetas para el título (excepto U.S. Acres de Jim Davis, que usaba el formato de nueve viñetas durante la década de 1980, cuando la mayoría de las tiras de la UFS, particularmente la más exitosa Garfield de Davis, tenían una gag desechable).
Actualmente, el formato más grande y completo para la mayoría de tiras dominicales, como Peanuts, es el de media página. Unas cuantas tiras han sido lo suficientemente populares como para que sus artistas insistan en que la tira dominical sea publicada en formato de media página, si bien no necesariamente en tamaño de media página. Calvin y Hobbes fue la primera tira en hacer esto, seguida por Outland y luego Opus. El The Reading Eagle es uno de los pocos periódicos que publica aún tiras dominicales de media página. En la actualidad, Slylock Fox & Comics for Kids es un ejemplo popular de una tira dominical estándar de media página en tres niveles.
En algunos casos contemporáneos, las dimensiones de las tiras diarias y la tira dominical son casi iguales. Por ejemplo, una tira diaria en el The Arizona Republic mide 43⁄4" de ancho por 11⁄2" de alto, mientras que la tira dominical Olafo el vikingo de tres niveles en el mismo periódicos tiene 5" de ancho por 33⁄8" de alto.